# غرايم كار
غرايم كار (بالإنجليزية: Graeme Carr)‏ (28 أكتوبر 1978 في المملكة المتحدة - ) هو لاعب كرة قدم بريطاني في مركز الدفاع. لعب مع نادي سكاربورو ونادي ووركينغتون.

## وصلات خارجية
- غرايم كار على موقع Soccerbase.com (لاعب) (الإنجليزية)